# مخمل (رواية)
مُخْمَل هي رواية من تأليف الأديبة الفلسطينية حزامة حبايب، نُشرتْ عام 2016. حازت الرواية على جائزة نجيب محفوظ للأدب لعام 2017، التي تمنحها دار النشر في الجامعة الأمريكية في القاهرة. تصور الرواية عدّة نساء فلسطينيات يعِشْن قصص حبّ مأساوية في مخيم البقعة للاجئين الفلسطينيين في الأردن. في مخمل، تدخل حزامة حبايب المخيم الفلسطيني عبر مقاربة سردية مختلفة تماماً عن كل ما عداها، ما يشكل عالماً جديداً على الرواية الفلسطينية، من خلال تصوير مؤثر يجرّد المخيم الفلسطيني من الأسطرة، مسلطة الضوء على مفرداته ومكوناته القاسية، مبرزة الهموم الإنسانية والعاطفية للنساء والرجال، بعيداً عن التنظير الأخلاقي.
يحيل عنوان الرواية: «مخمل» إلى النوع المُفضّل من الأقمشة لواحدة من الشخصيّات الرئيسية في الرواية تُدعى السِّت «قمر»، وهي أرملة وحيدة تمارس مهنة الخياطة. تلتقي «حوّا» –الشخصيّة الرئيسية في الرواية– بالستّ قمر، وتُمْسي الثانية أشبه بالعّرابة للأولى. إلى جانب حرفة الخياطة، تتعلّم حوّا من الستّ قمر الكثير عن الحياة، كأغنيات فيروز، وأطقم الخزف المزينة بنقوش روميو وجولييت وأنواع الأقمشة وروائحها والمزاج العاطفي الذي تقترن به هذه الأقمشة، في مقدمتها المخمل كنوع أثير وغالٍ. ومع مضي الوقت، تنتقل عدوى حُب المخمل من المُعلمّة إلى التلميذة.
بخلاف مُعظم الروايات العربية ذات المحتوى الذي يتطرق إلى فلسطين، سواءً أكان التطرق بشكلٍ كبير أو محدود، تكاد رواية «مخمل» أن تخلو من أي مواضيع سياسية أو وطنية تتعلق بالقضية الفلسطينية؛ بل تُوظّف النصّ السرديّ لتصوير الأبعاد الإنسانية الصّرفة لعامّة الفلسطينين والفلسطينيات بذكْرٍ شبه معدوم للسياسة. فقد وَصَف الدكتور رشيد العناني، أحد أعضاء لجنة اختيار جائزة نجيب محفوظ للأدب، الرواية قائلاً: هي ليست رواية عن القضية السياسية أو المقاومة أو حلم العودة؛ بل هي رواية عن عامّة الفلسطينيين الذين يخوضون غمار حيواتهم في الكواليس من دون أن يثيروا اهتمام أحد ومن دون توثيق لهم، بينما تحتل دراميات السياسة واجهة المسرح."

## خلفيتها وكتابتها

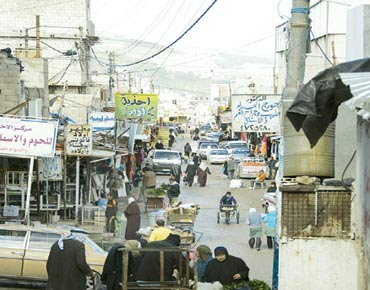
مخيم البقعة للاجئين الفلسطينيين في الأردن، المكان الذي تجري فيه أحداث رواية "مخمل"

على الرغم من أنها رواية خيالية بالكامل، إلّا أنّ مكان وزمان الرواية مُستوحيان من تنشئة حزامة حبايب ودرايتها بالوضع العام للفلسطينيين في الأردن، فضلاً عن أنها تنحدر من عائلة لاجئة ولديها أصدقاء ومعارف يقطنون في مخيم البقعة، حيث تجري معظم أحداث الرواية، كما قالت الروائية نفسها في مقابلة نُشرتْ في صحيفة الشرق الأوسط. وكان والد حزامة حبايب، إلى جانب أقارب آخرين من جهة الأب، من بين الفلسطينيين الذين هُجِّروا من قريتهم في فلسطين عام 1948، مع النكبة، واستقروا في مخيم الزرقاء في الأردن. في كلمتها التي ألقتها في 11 كانون الأول عام 2017 في الجامعة الأمريكية في القاهرة عندما تسلّمتْ جائزة نجيب محفوظ للأدب عن رواية «مخمل»، استحضرتْ حزامة حبايب –بعيون باكية– تجرِبة النزوح التي عاشها والدها.
| مخمل (رواية)                                         | أنا حزامة حبايب، ابنة اللاجئ الفلسطيني حامد محمد حبايب، الذي غادر قريته الفلسطينية طفلاً في السابعة، ممسكاً يدَ أمه، لاهياً عن مآلِ البلاد وناسِ البلاد، غير واعٍ أنه استحال رمزاً لأكبر نكبات العصر. أنا حزامة حبايب إنما أستعيدُ البلادَ وناسَ البلاد بالحكاية. | مخمل (رواية) |
| — من كلمة استلام جائزة نجيب محفوظ للأدب، حزامة حبايب | |              |

أما عن المدة الزمنية التي استغرقتها حبايب في كتابة «مخمل» وإجراء البحث اللازم لها، فقد كانت نحو عامين ونصف كما جاء على لسانها في مقابلة مع قناة الغد. وقالت حبايب في المقابلة ذاتها أنها اشترت كميّات كبيرة من القماش، ودرست تاريخ الأنسجة والأقمشة، وتعلمّتْ الخياطة وأجرَتْ مقابلات مع سيدات يمتهن الخياطة؛ كل ذلك لكي تقدّم للقارئ محتوى ذا علاقة بالخياطة قابلاً للتصديق. وفي الأشهر الثمانية الأخيرة من عملية الكتابة، كانت حبايب تكتب زهاء الاثنتي عشرة ساعة يوميّاً.

## الشخصيات الرئيسية

### حوّا
حوّا هي الشخصية الرئيسية في الرواية؛ وهي امرأة حالمة في العقد الرابع من العمر تسعى –بلا كللٍ أو ملل– لحُبٍّ يبدو مُستحيل المنال.

### قمر
قمر، وهي واحدة من أهم الشخصيات، أرملة تمارس مهنة الخياطة. ماضيها يسوده الغموض ولها قصة حبّ مأساوية خاصة بها. قمر هي معلمة حوّا وناصحتها ومثلها الأعلى.

### موسى
موسى هو والد حوّا. مهنته عامل بناء، ويتسّم بالعنف. يقوم بضرب زوجته وأبنائه، ويتحرّش ببناته جنسيّاً، ويلقي الرعب في قلوب أفراد الأسرة كافّة.

### رابعة
رابعة هي والدة حوّا، أُجبرت على الزواج بموسى الذي لا ينفك يُلحق بها آلاماً نفسيّةً وجسديةً جسيمة. وتظهر شخصية رابعة كامرأة لا حول لها ولا قوة تعاني جفافاً عاطفياً.

### نايفة
نايفة هي جدّة حوّا (والدة موسى). تبدو نايفة ظاهريّاً أنها امرأة قاسية، غاضبة، ناقمة؛ ولكنها في صميمها امرأة مُهشَّمة. الجدة نايفة هي من قامت بتزويج حوّا بنظمي.

### نظمي
نظمي هو زوج حّوا الذي تزوجته ضد إرادتها. ويُجسّد نظمي النسخة الأصغر عمراً، المتساوية في القسوة، من الشخصية المُعنِّفة التي يمتاز بها والد حوّا.

### لطفي
لطفي هو شقيق حوّا الأكبر؛ والذي يُبقى نفسه بمعزل عن المسائل الأسرية ويعيش في عالمه الخاص غير مبالٍ بمِحَن الآخرين من حوله، معتقداً أن أي مشكلة يمكن أن تُحل بالمال.

### عايد
عايد هو شقيق حوّا الأصغر؛ الذي ينال النصيب الأكبر من الضرب على يد أبيه موسى، خاصة في أوقات الصباح عندما يكون فراشه مُبلّلاً بسبب تبوّله اللاإرادي.

### قيس
قيس هو ابن حوّا الذي يطوّر شخصيةً شبيهة بشخصية أبيه نظمي.

### آية
آية هي ابنة حوّا. ثمّة أمور مشتركة بين آية ووالدتها: كلتاهما تعرّضَتا لتعنيفٍ جسدي وعاطفي من والديهما، وكلتاهما تُبْديان نقصاً في العواطف تجاه والدتيهما.

### منير
منير هو عشيق حوّا الذي يوشك أن يُصبح الزوج الثاني لحوّا بعد أن طلَّقها نظمي.

## أصداء

### وسائل الإعلام والنُقّاد
| من خلال شخصية "حوّا"، وعدد كبير من الشخصيّات الروائية المشغولة بتقنيات فنّية عالية، تختزل حزامة حبايب حياة المخيّم الفلسطيني على نحو شديد الثراء، ترصد التفاصيل، وتروي المشاعر والأحاسيس، وتكتب بلغة ذات حساسية فائقة، كاشفةً عما يجري في "عتمات" البيوت على نحو يكاد يكون مرعباً. |
| —صحيفة الغد الأردنية |

بعد وقتٍ قصير من نشرها، لاقت رواية «مخمل» استحسان النقّاد؛ فقد أشاد موقع الجزيرة الإلكتروني في مقال نقدي بالرواية ووصف حبايب بأنها «من أبرز الأصوات الروائية بالمشهد السردي العربي.» وأثنتْ صحيفة الحياة اللندنية –في قراءة نقدية للرواية– على أسلوب حبايب الكتابي، واصفةً «مخمل» بأنها «إضافة مميزة لإنجاز حزامة حبايب الإبداعي، وللرواية الفلسطينية بخاصة، والعربية بعامة.»

### جائزة نجيب محفوظ للأدب

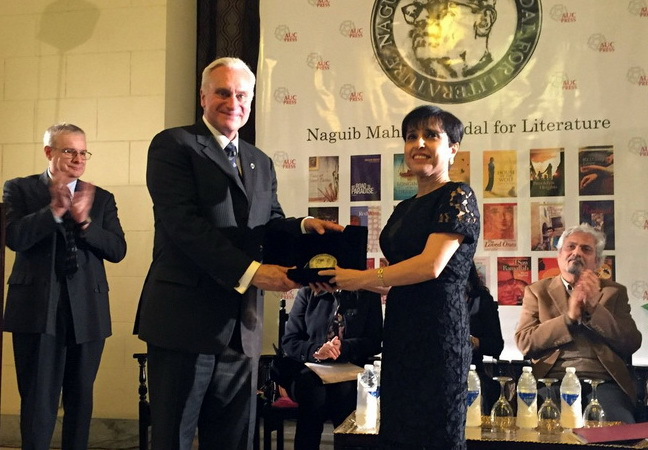
حزامة حبايب تتسلّم جائزة نجيب محفوظ للأدب لعام 2017 في الجامعة الأمريكية في القاهرة من رئيس الجامعة، السيد فرانسيس ريكيارديون

في الحادي عشر من كانون الأول لعام 2017، أعلنت الجامعة الأمريكية في القاهرة، في احتفال خاص نظمته الجامعة لهذا الغرض، عن منح جائزة نجيب محفوظ للأدب للعام 2017 للروائية الفلسطينية حزامة حبايب عن روايتها «مخمل». قام السيد فرانسيس جوزيف ريكاريون جونيور، رئيس الجامعة الأمريكية في القاهرة، بتسليم حبايب الجائزة، التي تتضمن ميدالية فضية ومبلغاً مالياً ونشر نسخة إنجليزية من الرواية تترجمها دار النشر الخاصة بالجامعة.
وجاء في بيان أعضاء لجنة التحكيم الذين اختاروا «مخمل» لتفوز بنسخة العام 2017 من جائزة نجيب محفوظ للأدب أن رواية حبايب هي «نوع جديد من الروايات الفلسطينية»، تسلّط الضوء على الفلسطينيين والفلسطينيات في الشتات وتتجنّب المواضيع الوطنية الاستعراضية الزائفة المفعمة بالمراءاة. كما تمت الإشادة أيضاً بـ«النثر الشِّعري والاستغلال البديع للمفردات المختارة» الذي يمُيّز الرواية. وقالت شيرين أبو النجا، أستاذة الأدب الإنجليزي والنقد النسوي في كلية الآداب بالجامعة الأمريكية في القاهرة وأحد أعضاء اللجنة، إن الكاتبة «نجحت في إنشاء عالم مواز للقارئ الذي يمكنه إبصار الحياة القاسية الجافة في المخيم».
| نص رواية "مخمل" مثير وناعم ومتين مثل القماش الذي يمنحه عنوانه، تتميز رواية مخمل بلغة غنية وتعاطفها مع موضوعها، ويولد هذان العنصران وصفًا دقيقًا لمشقة الحياة لكنه يتدفق بحساسية ورقة. |
| —لجنة تحكيم جائزة نجيب محفوظ للأدب |

وعادة ما يقوم المؤلفون أنفسهم أو ناشروهم بتقديم رواياتهم كترشيحات للجامعة الأمريكية في القاهرة للفوز بجائزة نجيب محفوظ، ولكن يُمكن للجنة التحكيم أيضاً أن ترشح –أو تختار مباشرةً– رواية لم يرشحها أي مؤلف أو ناشر أو أي جهة أخرى، وهو ما حدث في دورة العام 2017؛ فلم تقم حزامة حبايب، ولا ناشرها، بترشيح رواية «مخمل»، بل اختيرَتْ مباشرة من قِبل أعضاء لجنة التحكيم وهو ما كان بمثابة «المفاجأة الكبيرة» لحبايب كما أعربتْ في حوار أجرته مع موقع MBC نت بأن «التقدير ينطوي على مذاق خاص وقيمة إضافية بلا شك، مؤكِّداً على مبدأً لطالما آمنتُ به، وهو أن الكتابة الإبداعية التي تتسم بالأصالة وتصنع الاختلاف قادرة في النهاية على أن تفرض نفسها وأن تقول كلمتها».

## فيلم سينمائي
لم يصدر أي إعلان رسمي حتى الآن حول تحويل رواية «مخمل» إلى فيلم سينمائي، إلّا أنّ العديد من النُقّاد أكدوا على إمكانية ذاك الأمر نظراً للأسلوب التصويري السينمائي الذي يطغى على السرد. وعندما سُئلتْ حزامة حبايب فيما إذا تتخيل أنْ ترى الرواية يوماً ما فيلماً سينمائياً، أجابتْ: «لِمَ لا؟ ففي الواقع، عندما أكتب، أنا لا أفكر بالكلمات والجمل والشخصيات والطريقة التي ينبغي علي أن أصيغ الكلمات؛ بل أرى الكلمات والجمل والشخصيات تتجسّد أمامي بصرياً.»

## إصدارات أخرى للكاتبة
نُشِر لحزامة حبايب حتى الآن تسعة مؤلفات، أبرزها ما يلي:
«قَبْلَ أن تَنامَ المَلِكَة»، (رواية) المؤسسة العربية للدراسات والنشر، بيروت (2011)
«أصْلُ الهَوَى»، (رواية) المؤسسة العربية للدراسات والنشر، بيروت (طبعة أولى – 2007)، (طبعة ثانية – 2009)
«ليل أحلى»، (مجموعة قصيصة) المؤسسة العربية للدراسات والنشر، بيروت (2001)
«التفاحات البعيدة»، (مجموعة قصصية)، دار الكرمل للنشر والتوزيع، عمّان (1994)
«اسْتِجْدَاء»، (نصوص شعرية) المؤسسة العربية للدراسات والنشر، بيروت (2009)
«الرَّجُلُ الذي يَتكَرَّر»، (مجموعة قصصية) المؤسسة العربية للدراسات والنشر، بيروت (1992)